# Zard Kūhī
Zard Kūhī (persiska: Zard Kūh, زرد کوهی) är en ort i Iran.   Den ligger i provinsen Khorasan, i den nordöstra delen av landet, 500 km öster om huvudstaden Teheran. Zard Kūhī ligger 1 245 meter över havet och antalet invånare är 127.
Terrängen runt Zard Kūhī är kuperad åt nordost, men åt sydväst är den platt. Terrängen runt Zard Kūhī sluttar söderut. Runt Zard Kūhī är det ganska glesbefolkat, med 29 invånare per kvadratkilometer. Närmaste större samhälle är Gowd-e Āsīā, 11,3 km öster om Zard Kūhī. Trakten runt Zard Kūhī är ofruktbar med lite eller ingen växtlighet.